# 珀斯特勒韋尼鄉
47°10′N 26°34′E / 47.167°N 26.567°E
珀斯特勒韋尼鄉（羅馬尼亞語：Comuna Păstrăveni, Neamț），是羅馬尼亞的鄉份，位於該國東北部，由尼亞姆茨縣負責管轄，處於布加勒斯特以北300公里，每年平均降雨量861毫米，海拔高度274米，2007年人口3,982。